# 23283 Jinjuyi
23283 Jinjuyi este un asteroid din centura principală de asteroizi.

## Descriere
23283 Jinjuyi este un asteroid din centura principală de asteroizi. A fost descoperit pe 30 decembrie 2000 la Socorro, New Mexico, în cadrul proiectului LINEAR. Asteroidul prezintă o orbită caracterizată de o semiaxă mare de 2,40 ua, o excentricitate de 0,04 și o înclinație de 4,6° în raport cu ecliptica.